# Fantasia Gardens
O complexo do Fantasia Gardens Miniature Golf é um campo de minigolfe no Walt Disney World, em Bay Lake, Flórida, Estados Unidos. Localizado em frente aos resorts Swan e Dolphin, possui dois campos de 18 buracos com temática do filme Fantasia e foi inaugurado em 20 de maio de 1996. Juntamente com o outro campo de minigolfe do Walt Disney World, o Winter Summerland, são jogadas cerca de 450.000 partidas de golfe por ano. A revista Golf Magazine classificou o Fantasia Gardens como o melhor campo de minigolfe da Flórida em 2024.
- O Fantasia Gardens, o mais fácil e adequado para crianças dos dois, apresenta personagens e objetos do filme integrados em cada buraco.
- O Fantasia Fairways, o mais difícil, foi projetado com os obstáculos de um campo de golfe real, como armadilhas de areia e terreno acidentado, e tem um par de 72 (a média da maioria dos campos é 54 ou menos).[4]
- Confirmado pela Walt Disney World, o recorde do campo fairways é 50 (22 abaixo do par) e foi alcançado por Bubba Watson.[5]
- O recorde do campo foi posteriormente quebrado em 7/6/14 com 45 (27 abaixo do par) e foi alcançado por Lorcan Morris.